# Model Altmana (Z-score)
Model Altmana (Z-score) – wskaźnik opracowany w 1968 roku przez Edwarda I. Altmana, profesora finansów na New York University, służący do oceny prawdopodobieństwa bankructwa przedsiębiorstwa. Model opiera się na analizie pięciu wskaźników finansowych, które są łączone w liniową funkcję z przypisanymi wagami. Wyższa wartość Z-score wskazuje na mniejsze ryzyko upadłości firmy.
Altman opracował swoją formułę na podstawie analizy dyskryminacyjnej danych 66 przedsiębiorstw, z których połowa znajdowała się w stabilnej sytuacji finansowej, a połowa była zagrożona bankructwem. Pierwotna wersja modelu została stworzona dla firm przemysłowych, jednak z czasem dostosowano go także do przedsiębiorstw spoza sektora produkcyjnego oraz spółek działających na rynkach wschodzących.
Postać funkcji modelu przybiera poniższą postać:
{\displaystyle Z=1,2X_{2}+1,4X_{2}+3,3X_{3}+0,6X_{4}+0,999X_{5}}
Gdzie:
{\displaystyle X_{1}=} Kapitał obrotowy / Aktywa;
{\displaystyle X_{2}=} Zysk zatrzymany / Aktywa;
{\displaystyle X_{3}=} EBIT / Aktywa;
{\displaystyle X_{4}=} Wartość rynkowa kapitału własnego / Wartość księgowa zobowiązań; 
{\displaystyle X_{5}=} Przychody ze sprzedaży / Aktywa;
Wartość Z-score pozwala na ocenę prawdopodobieństwa bankructwa:
Z > 2,99; niskie ryzyko upadłości
1,81 < Z < 2,99; strefa pośrednia
Z < 1,81; wysokie ryzyko upadłości